# 屏東榮民總醫院龍泉分院
屏東榮民總醫院龍泉分院為屏東縣內埔鄉的地區醫院，設有內科、外科、身心科、婦產科、眼科、牙科、復健科等22科，並設有護理之家及日照中心（也稱瑞榮學苑）。

## 介紹
屏東榮民總醫院龍泉分院原為退輔會規劃設立的「龍泉榮譽國民之家」，但在竣工後為因應當時的結核病防治政策，在1957年7月1日編組成立「龍泉榮民肺結核醫院」；後為順應居民對醫院名稱的不安，在同年9月更名為「臺灣龍泉榮民醫院」，於1963年4月更名為「行政院國軍退除役官兵就業輔導委員會龍泉榮民醫院」。1966年11月，因輔導會改名 ，醫院改稱「行政院國軍退除役官兵輔導委員會龍泉榮民醫院」。2001年，開辦護理之家。2010年，龍泉榮民醫院在退輔會三級整合政策下，併入高雄榮民總醫院，改為「高雄榮民總醫院屏東分院」，2022年改隸屏東榮民總醫院後更名為「屏東榮民總醫院龍泉分院」。

## 設施
- 門診醫療大樓（2005年啟用）
- 急診醫療大樓（1990年啟用）
- AB棟慢性病房（1993年啟用）
- 復健中心（1993年啟用）
- 慢性精神病房（1997年啟用）
- 行政大樓（1980年啟用）[3]

## 圖集

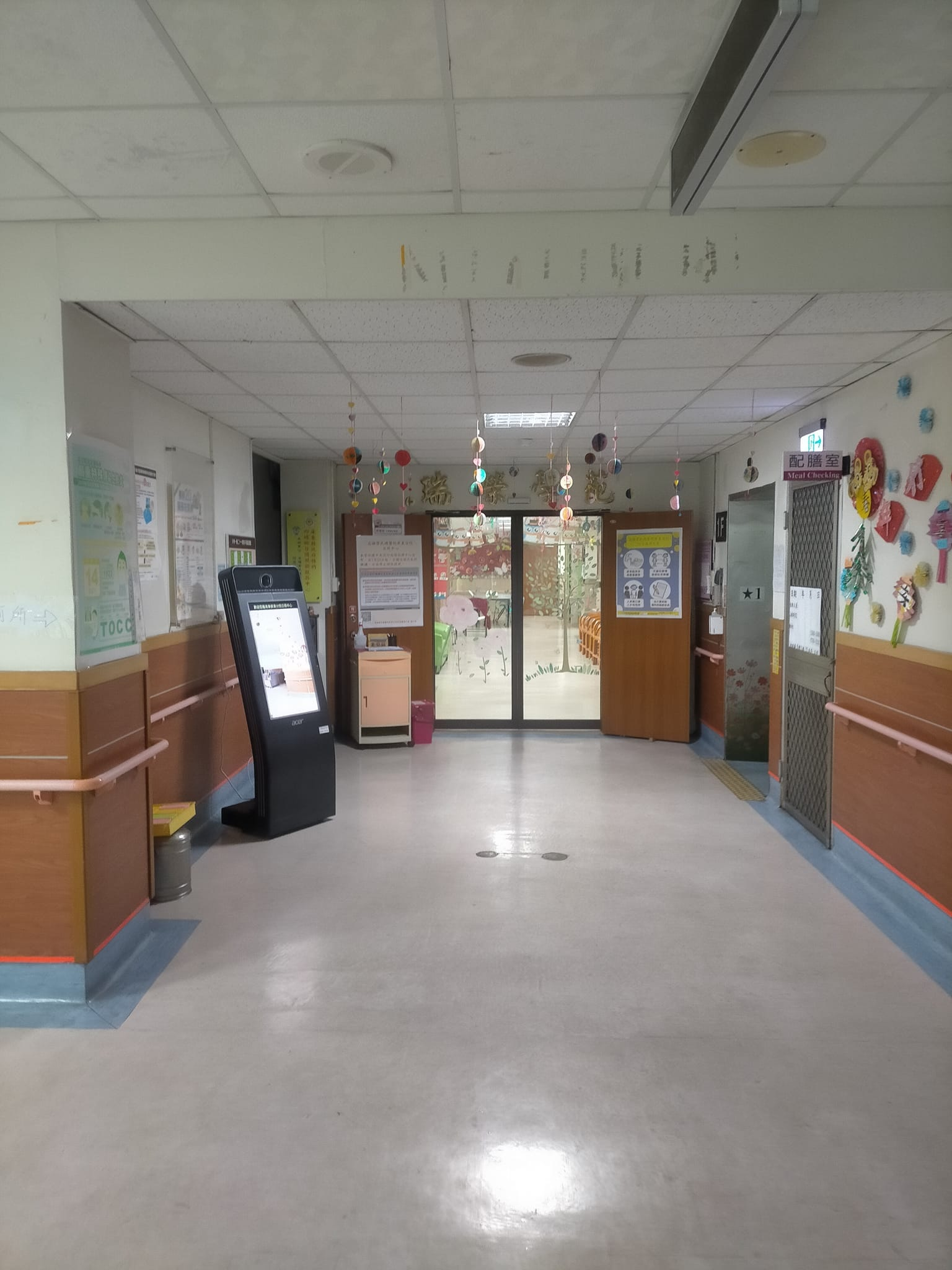
屏東榮民總醫院龍泉分院日照中心，也稱瑞榮學苑[4]。